# 羅賓斯 (北卡羅萊納州)
羅賓斯（英語：Robbins）是一個位於美國北卡羅萊納州穆爾縣的城鎮。

## 人口
根據2020年美國人口普查的數據，羅賓斯的面積為4.12平方千米，皆為陸地。當地共有人口1168人，而人口密度為每平方千米283人。